# 白城子陸軍飛行學校
白城子陸軍飛行學校（日語：はくじょうしりくぐんひこうがっこう）位於满洲白城市，為大日本帝國陸軍軍校（實施學校）之一。

## 概要
前身為熊谷陸軍飛行學校分教所。1939年7月、陸軍所澤飛行場開學典禮。1940年1月、移轉至滿州白城子。
該校目的為教授與訓練「航空大部隊用法」、及「航法總合教育」。對象上，戰術班為佐官學生、航法班為尉官學生。
隨著戰局的惡化。1944年5月起直到6月移轉至宇都宮。6月學校廢止，改編為「宇都宮教導飛行師團」。

## 沿革
- 1939年（昭和14年）7月 - 白城子陸軍飛行學校開學典禮。
- 1940年（昭和15年）1月 - 移轉至滿州白城子。
- 1944年（昭和19年）5月～6月 - 移轉至宇都宮。 
  - 6月13日 - 學校廢止，改編為「宇都宮教導飛行師團」。

## 歷代校長
- 寶藏寺久雄 少將：1939年7月1日 - 1940年2月26日
- 安倍定 少1將：1940年3月5日 -
- 原田宇一郎 少將：1941年7月17日 - 12月1日
- 山瀬昌雄 少將：1942年2月20日 -
- 小澤武夫 少將：1943年9月11日 - 1944年6月13日

## 關連項目
- 大日本帝國陸軍